# Nissan NV400

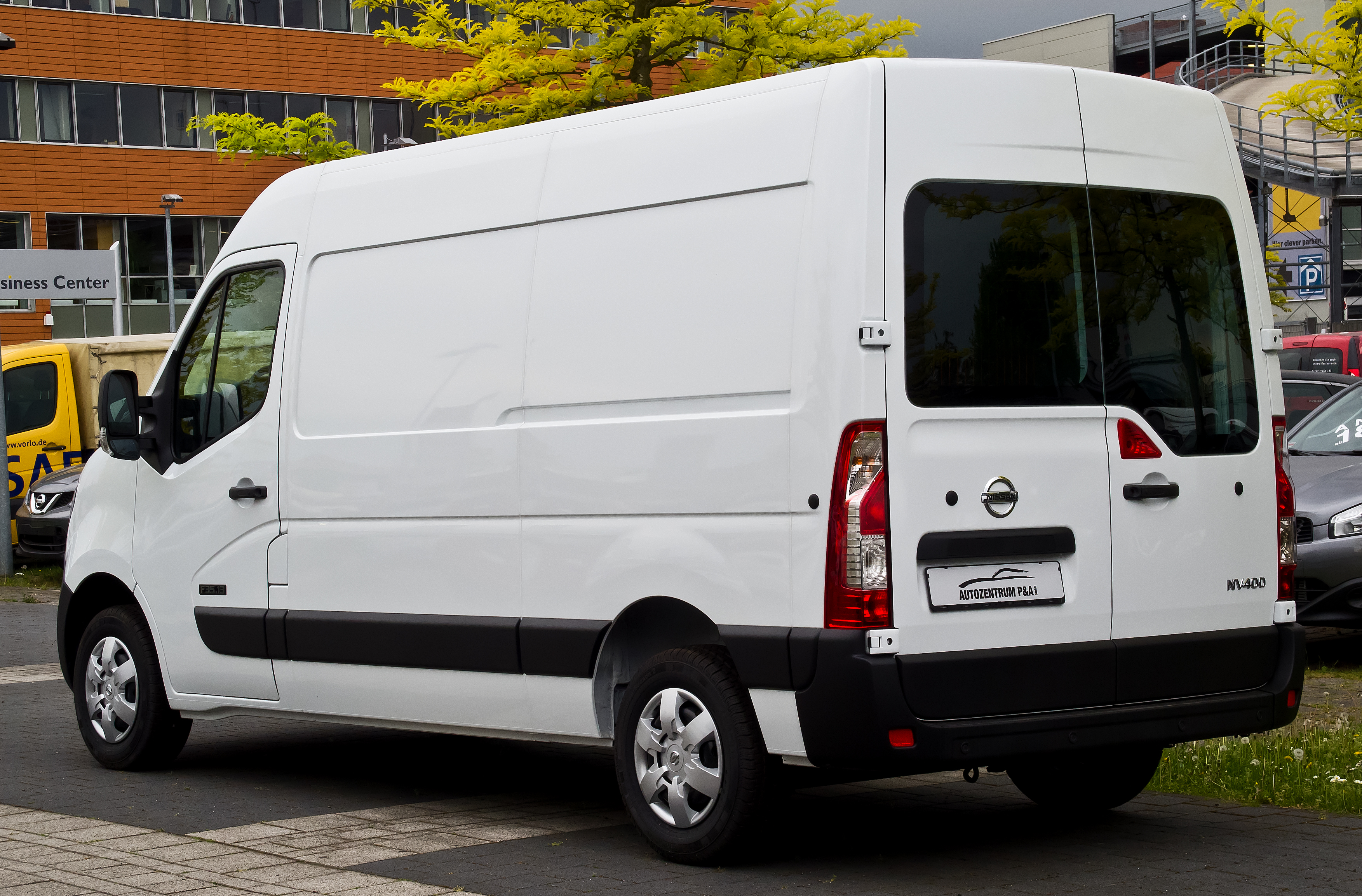
Heckansicht

Der Nissan NV400 (seit 2021 Nissan Interstar) ist ein Kleintransporter, der aufgrund der Renault-Nissan-Unternehmensverbindung als Schwestermodell des Renault Master und Opel Movano entwickelt wurde. Der Name NV400 steht für "Nissan Van", wie Nissan seine Nutzfahrzeuge benennt, wie zum Beispiel den Van Nissan NV200, Pick-Up Nissan NP200 und den Truck Nissan NT400.
Seit Sommer 2010 wird die Baureihe in Batilly (Meurthe-et-Moselle) im Werk der Société des Véhicules Automobiles de Batilly hergestellt. Das Modell wird  auch als Fahrgestell für Wohnmobil- und andere Aufbauten sowie als Minibus angeboten, jedoch nicht in Deutschland.
Der Radstand variiert von 3182 mm bis 4332 mm, die Fahrzeuglänge von 5048 mm bis 6848 mm. Die Breite ist einheitlich 2070 mm; es gibt Höhen von 2307 mm bis 2815 mm. Das Leergewicht schwankt zwischen 1960 kg und 2321 kg.

## Geschichte
Der Nissan NV400 wurde im September 2010 auf der Internationalen Automobil-Ausstellung Nutzfahrzeuge in Hannover der Öffentlichkeit als Nachfolger des Nissan Interstar vorgestellt. Seit Ende 2021 wird die Baureihe wieder als Interstar vermarktet. Auch das Nachfolgemodell, das auch als Interstar vermarktet wird, wurde im Februar 2024 vorgestellt.
Gegenüber dem Vorgängermodell werden nun vier Längenvarianten in Deutschland angeboten, die mit drei verschiedenen Höhen kombinierbar sind. Den Antrieb übernimmt ein 2,3-Liter-Common-Rail-Dieselmotor mit einer Leistung von 74 bis 107 Kilowatt, gekoppelt mit einem 6-Gang-Schaltgetriebe. Der NV400 ist mit Frontantrieb oder mit Hinterradantrieb erhältlich. Mit Hinterradantrieb ist ein zulässiges Gesamtgewicht von 4,5 Tonnen sowie eine Anhängelast bis zu 3,0 Tonnen möglich.
Neben dem Kastenwagen und Kleinbus ist auch ein Pritschenwagen wahlweise mit Einzel- oder Doppelkabine erhältlich. Der NV400 verfügt serienmäßig über Fahrerairbag und Antiblockiersystem mit einem Bremsassistenten sowie Elektronische Bremskraftverteilung. In den höheren Ausstattungsversionen ist auch eine Fahrdynamikregelung mit Beladungserkennung serienmäßig.

## Technische Daten
| Modell                                        | 2.3 dCi 100                           | 2.3 dCi 110           | 2.3 dCi 125                           | 2.3 dCi 135           | 2.3 dCi 145                           | 2.3 dCi 165             | 2.3 dCi 170           |
| Zylinderzahl                                  | R4                                    | R4                    | R4                                    | R4                    | R4                                    | R4                      | R4                    |
| Hubraum (cm³)                                 | 2298                                  | 2298                  | 2298                                  | 2298                  | 2298                                  | 2298                    | 2298                  |
| Max. Leistung (kW/PS)                         | 74/100 bei 3500                       | 81/110 bei 3500       | 92/125 bei 3500                       | 100/136 bei 3500      | 107/145 bei 3500                      | 120/163 bei 3500        | 125/170 bei 3500      |
| Max. Drehmoment (Nm)                          | 285 bei 1250–2000                     | 285 bei 1500          | 310 bei 1250/1500–2500                | 340 bei 1500          | 350 bei 1500–2750                     | 360 bei 1500            | 380 bei 1500          |
| Höchstgeschwindigkeit (km/h)                  | 134                                   | 139                   | 143                                   | 151                   | 150                                   | 154 (FWD)/140-149 (RWD) | 161                   |
| Getriebe (Serienmäßig)                        | 6-Gang-Schaltgetriebe                 | 6-Gang-Schaltgetriebe | 6-Gang-Schaltgetriebe                 | 6-Gang-Schaltgetriebe | 6-Gang-Schaltgetriebe                 | 6-Gang-Schaltgetriebe   | 6-Gang-Schaltgetriebe |
| Beschleunigung (0–100 km/h) (nicht ermittelt) | —                                     | —                     | —                                     | —                     | —                                     | —                       | —                     |
| Verbrauch kombiniert (l/100 km)               | 7,5–8,6                               | -                     | 7,7–9,9                               | -                     | 8,5–9,9                               | -                       | -                     |
| Tankinhalt                                    | 80 l oder 100 l je nach Fahrzeuggröße | 105 l                 | 80 l oder 100 l je nach Fahrzeuggröße | 105 l                 | 80 l oder 100 l je nach Fahrzeuggröße | 105 l                   | 105 l                 |